# Provincia Zaire
Zaire este o provincie în Angola.

## Municipalități
- Soyo
- Tomboco
- N'Zeto
- Noqui
- Cuimba